# Chiloscyphus oblatistipulus
Chiloscyphus oblatistipulus là một loài Rêu trong họ Lophocoleaceae. Loài này được Herzog mô tả khoa học đầu tiên năm 1931.